# كيفن توماس (لاعب كريكت)
كيفن توماس (20 يونيو 1963 في المملكة المتحدة - ) (بالإنجليزية: Kevin Thomas)‏ هو لاعب كريكت بريطاني. لعب مع Cambridgeshire County Cricket Club ‏ ونادي مقاطعة ساسكس للكريكت ‏.

## وصلات خارجية
- كيفن توماس على موقع إي آس بي آن كريك إنفو (الإنجليزية)